# 蘇尼翁角

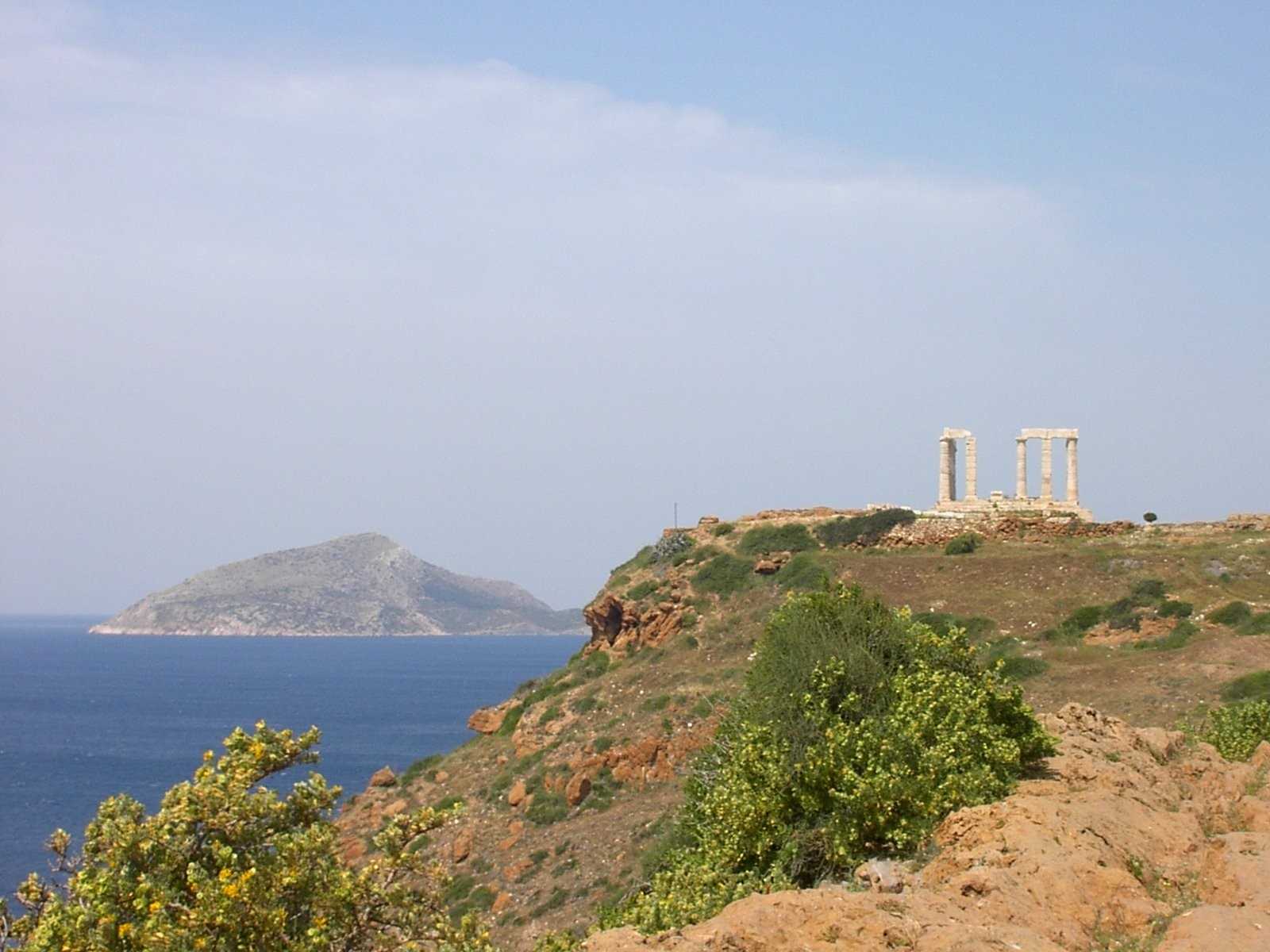

蘇尼翁角（希臘語：Aκρωτήριο Σούνιο）是希臘的一個岬角，位於阿提卡地區，雅典東南69.5公里處。蘇尼翁角以波塞冬神廟而著稱，該建築是雅典黃金時代的代表建築。有關於蘇尼翁角的最早文學提及是在荷馬的 《奧德賽》。